# بوليدوس الثيسالي
بوليدوس الثيسالي (أيضًا بولييدس، بوليدس؛ (بالإغريقية: Πολύειδος ὁ Θεσσαλός)‏، Polúeidos ho Thessalós، الترجمة العربية: «الأجمل»، من polus، «كثير، كثيرًا» و eidos، «الشكل والمظهر والجمال») كان مهندسًا عسكريًا يونانيًا لفيليب، وقد أجرى تحسينات لآلات الحصر ككبش الحصار أثناء حصار فيليب لبيزنطة عام 340 قبل الميلاد. كان من طلابه دياديس بيلا وشارياس، الذين خدموا في حملات الإسكندر الأكبر. كان بوليدوس هو مخترع برج الحصار هيليبوليس.